# Sân bay Gwangju
Sân bay Gwangju (Hán-Việt: Quang Châu) (Hangul: 광주공항, Hanja: 光州空港, Revised Romanization of Korean: Gwangju Gonghang, McCune-Reischauer: Kwangju Konghang) (IATA: KWJ, ICAO: RKJJ) là một sân bay ở thành phố Gwangju, Hàn Quốc được quản lý bởi Công ty sân bay Hàn Quốc.
Sân bay được thiết lập tháng 11/1948 và có chuyến bay thương mại đầu tiên năm 1950. Vào lúc đó, sân bay này không nằm ở Gwangju mà ở Jangseong láng giềng, trong một cơ sở huấn luyện quân sự. Sân bay đã được dời về vị trí ngày nay ở Sinchon-dong, Gwangsan-gu, năm 1964. Năm 1990, Công ty sân bay Hàn Quốc đã tiếp quản sân bay này.

## Các tuyến bay và các hãng hàng không hoạt động
- Asiana Airlines (Jeju, Seoul-Gimpo)
- Korean Air (Jeju, Seoul-Gimpo)

## Các hãng hàng không từng hoạt động
- Far Eastern Air Transport bay thuê bao tới Đài Loan
- China Eastern Airlines (Thượng Hải)